# معهد الإستراتيجيات الصهيونية
معهد الاستراتيجيات الصهيونية (IZS) هو خلية تفكير بحثية وسياسية إسرائيلية إديولوجيتها صهيونية. أنشئ معهد الاستراتيجيات الصهيونية في عام 2005 على يد كلا من هاريل إسرئيل واتورني جولوفيسكي ويقع مقره في القدس.
هدف القائمين على معهد الاستراتيجيات الصهيونية هو «الحفاظ على إسرائيل كدولة يهودية وديمقراطية قابلة للحياة الآن وإلى الأبد.» ، يسعى معهد الاستراتيجيات الصهيونية لطرح سياسات وبرامج إبداعية» لتدخل حيز التنفيذ من قبل السياسيين الإسرائيليين وعامة الناس.